# 纯真博物馆 (博物馆)
纯真博物馆（土耳其語：Masumiyet Müzesi）坐落于土耳其伊斯坦堡的贝伊奥卢区一条名为Çukurcuma的街道上。该馆由土耳其作家，诺贝尔文学奖得主奥尔汗·帕穆克所创建，并与其小说《纯真博物馆》齐名。与小说一样，博物馆讲述了两个伊斯坦布尔家庭之间的爱恨纠葛。2014年5月17日，纯真博物馆荣获2014年欧洲年度博物馆奖。
博物馆与小说一道，重现了1970年到21世纪初期伊斯坦布尔上流社会的生活。小说讲述了富家子凯末尔追求远房表妹，平民之女芙颂却以失败告终的故事。博物馆中陈列的每一样展品，都是他们爱情的见证。馆中展出的，都是小说主角们，用过，穿过，听过，看过，收藏过的东西，所有展品都精心的摆放在盒子里或橱窗中。
博物馆本身为19世纪古宅，位于Çukurcuma街与Dalgiç街道相接的拐角处，其中藏品多达千余件。

## 创建历史
早在1990年代中期，帕慕克就开始为组建博物馆而进行收藏，他说“我想在博物馆里收集一些有关一个虚构故事的真实物品，并以这些物品为基础写一部小说。”帕慕克表示，有一部分展品来自他的家庭和朋友，而其他展品则是来自别处，伊斯坦布尔甚至是全世界。不过，他并未挑明哪些展品与他自身的生活经历有直接关联。帕慕克坚持认为，博物馆所反映的，应该是小说中的故事，而不是他的真实经历。“这不是我的私人博物馆”他说道。《纯真博物馆》小说于2008年在土耳其出版，与此同时，收藏工作圆满完成。纯真博物馆于2012年4月正式开放。

## 设计理念
纯真博物馆坐落于伊斯坦布尔著名的古董一条街，馆内陈列的各种日常用品向人们展现了1970年伊斯坦布尔上层社会颇为独特的生活风俗。展品分为几个系列，每个系列都契合小说的一个章节，一共83章。根据小说中的说法，这些藏品都是由主人公凯末尔收集整理的，每件藏品都承载着他对毕生挚爱芙颂的记忆。展品中有一个大玻璃柜，里面装着4213个芙颂抽过的烟蒂，它们都是伤心的凯末尔攒下的。这里还收藏着各种伊斯坦布尔街道的绘画和地图，上面标注着小说的发生地点。博物馆一共四层，其中每件藏品都与小说相呼应，它们是那个时代的缩影。即使博物馆和小说彼此有千丝万缕的联系，帕慕克依然坚持这两种体验是相互独立的，“就算没去过博物馆，人们也完全能够理解小说，反过来也是一样。”
在帕慕克心中，建馆的想法在最初开始构思小说时就出现了。博物馆并非基于小说而建，小说也并非仅仅拘泥于描写此馆。两种想法相互交融，并体现在小说《纯真博物馆》和博物馆展品目录《纯真之物》之中。1990年初，帕慕克开始从废品店和朋友家搜集眼熟或者喜爱的旧物，在这个过程中，逐渐产生了写作《纯真博物馆》的想法。如果合适，他会买下看中的物件并把它写进小说。有时一场偶遇能激发灵感，有时为了已经构思好的故事，作者还得费心寻找。

### 博物馆宣言
在展品目录《纯真之物》中，帕慕克不仅解释了博物馆也解释了小说的由来，还提出了博物馆宣言。帕慕克反对诸如卢浮宫或埃尔米塔日博物馆那样的“大型国家博物馆”，而提倡“小型的，个人化的，开支较低的博物馆，以个人的故事代替宏伟的历史。他在书中这样写到：“博物馆应尽己所能，从个人的身上挖掘人性”。